# Альфа Компаса
Альфа Компаса (α Pyxidis, α Pyx) — звезда-гигант в созвездии Компаса. Спектральный класс звезды равен  B1.5III; звезда является переменной типа Беты Цефея. Данная звезда превосходит Солнце по массе более чем в 10 раз и по радиусу более чем в 6 раз. Температура поверхности составляет 24300 K, светимость превышает солнечную в 10 тысяч раз. Звёзды с такой и большей массой заканчивают свою эволюцию во вспышке сверхновой.

## Название
В китайском языке название 天狗 (Tiān Gǒu) переводится как  Небесная Собака и относится к астеризму, состоящему из α Компаса, e Парусов, f Парусов, β Компаса, γ Компаса и δ Компаса. Сама α Компаса известна как 天狗五 (Tiān Gǒu wǔ, пятая звезда Небесной Собаки.)